# Астудільйо
Астудільйо (ісп. Astudillo) — муніципалітет в Іспанії, у складі автономної спільноти Кастилія-і-Леон, у провінції Паленсія. Населення — 1117 осіб (2010).
Муніципалітет розташований на відстані близько 200 км на північ від Мадрида, 27 км на північний схід від Паленсії.
На території муніципалітету розташовані такі населені пункти: (дані про населення за 2010 рік)
- Астудільйо: 1088 осіб
- Паласіос-дель-Алькор: 29 осіб

## Демографія
Динаміка населення (INE ):

## Галерея зображень

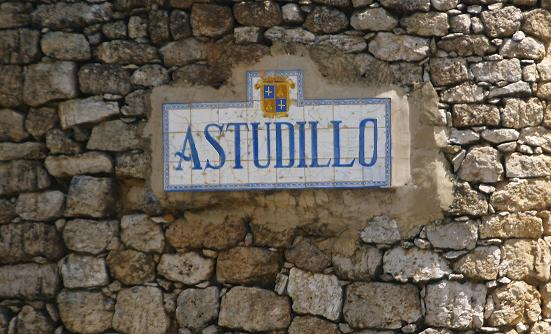
Астудільйо
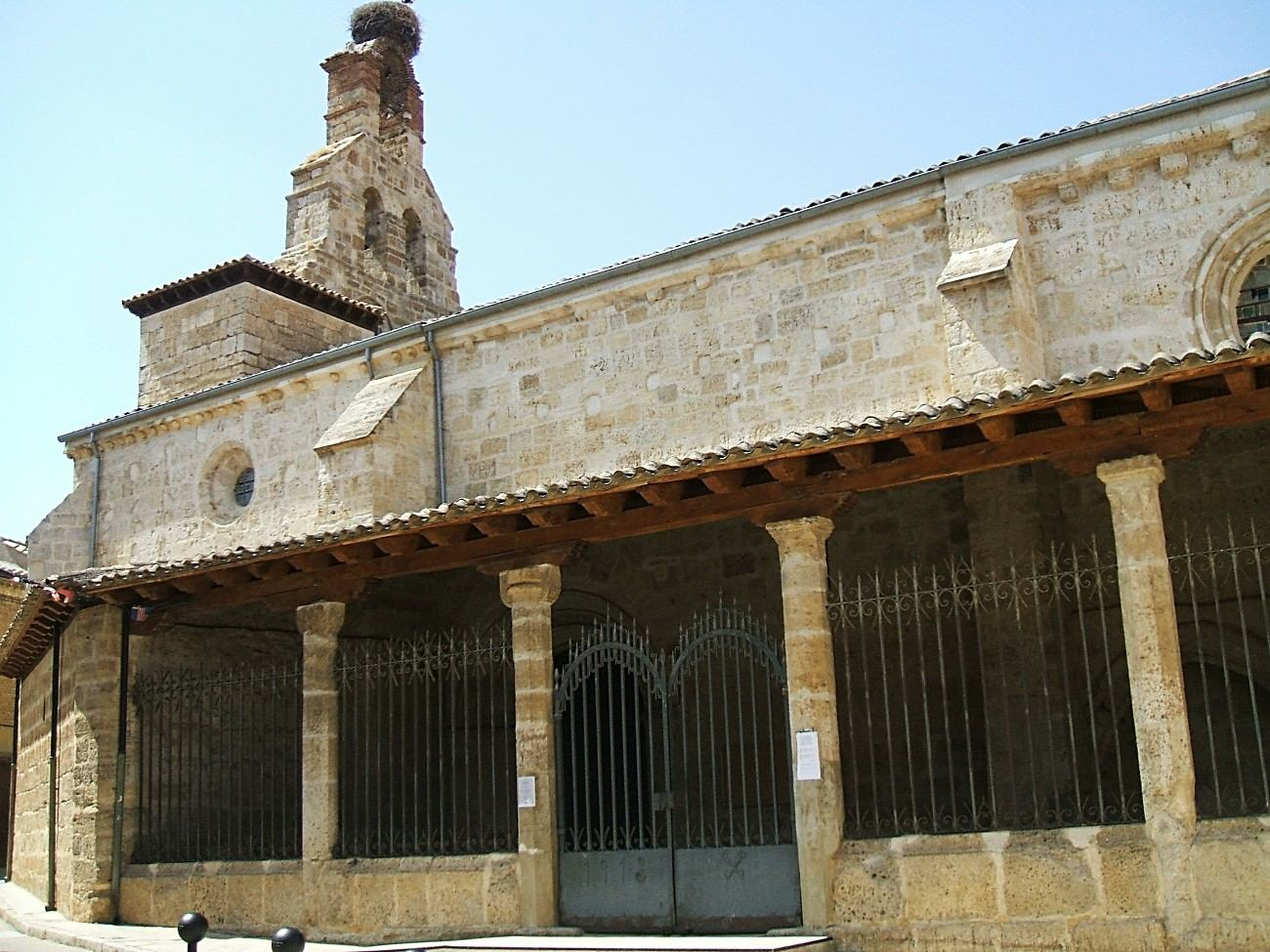
Церква Сан-Педро
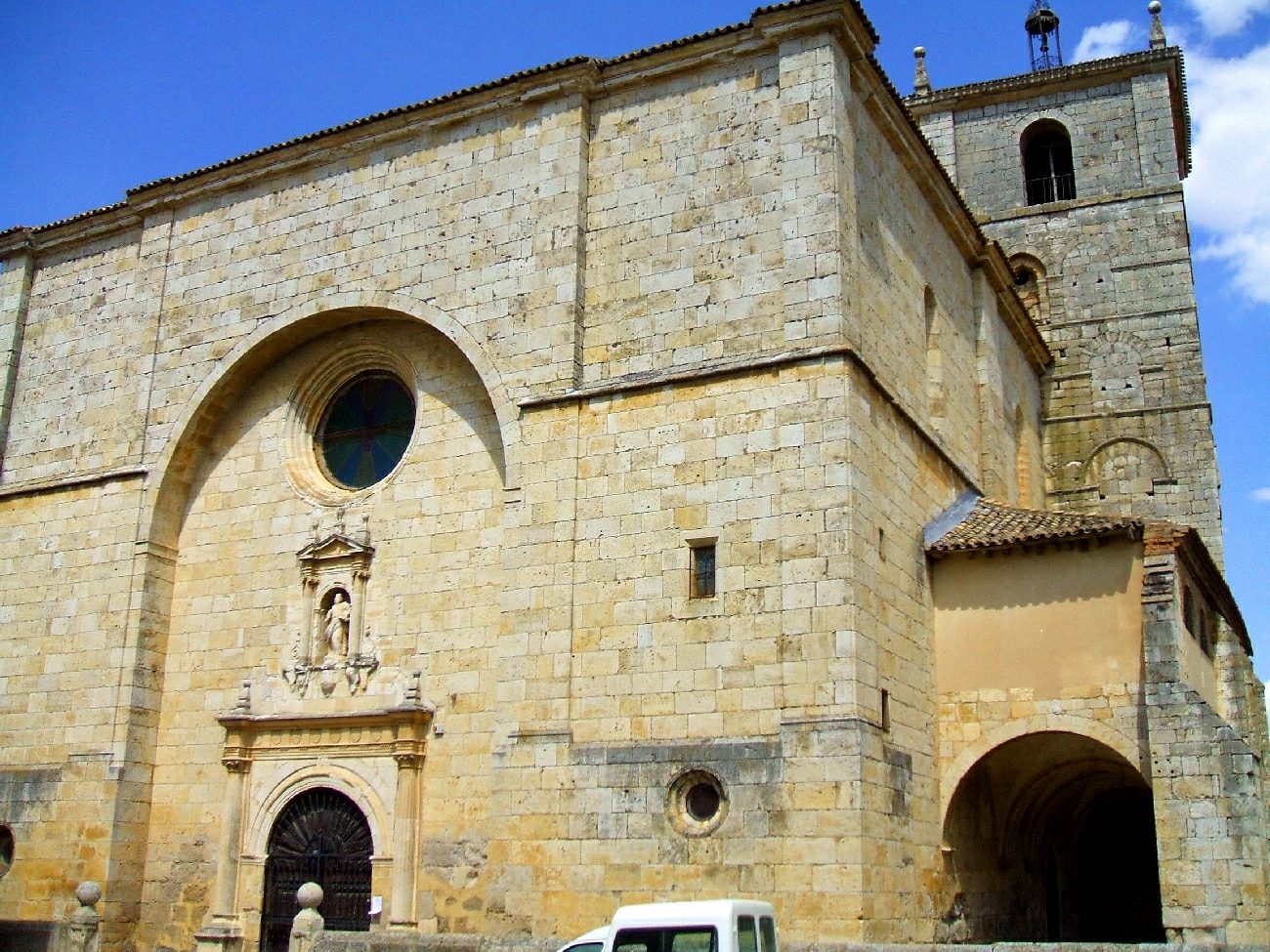
Церква Санта-Еухенія